# Malom Központ
A Malom Központ Kecskemét legnagyobb bevásárlóközpontja.

## Elhelyezkedése
A Malom Központ a Kecskeméti Gazdasági Malom, a HBH étterem, továbbá néhány romos ház helyére épült.A Malom Központ a Nagytemplom és a Városháza, a Gáspár András körút, a Széchenyi- valamint Deák Ferenc tér között található. Közúton több irányból is megközelíthető, tömegközlekedési szempontból kiemelkedően jó helyen fekszik. A közvetlen szomszédságában található Széchenyi téri buszpályaudvarra a város minden pontjáról érkeznek autóbuszok.

## Szolgáltatások
A Malom 9 szintes, P3, P2 teljes egészében parkoló, a P1-es szinten szupermarket és parkoló, 0-3 szinteken üzletek, a további szinteken épületgépészet, mozi és irodák találhatóak.
Az épületben található 90 üzlet, 5 termes mozi, bankfiók, éttermek, kávézók, fagylaltozók, az alsó szinteken az év minden napján 24 órában nyitva tartó 463 férőhelyes parkoló.
Az épület átriumában egy malomkő formájú szökőkút emlékeztet rá, hogy itt régen malom működött.

## Történet
A Kecskeméti Gazdasági Malom a térség első gőzmalma volt. Miután bezárt, az állaga folyamatosan romlott. Nem illett bele a megújult főtér képébe. Mivel Kecskemét belvárosához évtizedek óta hozzátartozott, műemlékké nyilvánították. A város szerette volna hasznosítani úgy, hogy a külső kinézetén ne változtassanak. Így azonban nem sikerült értékesíteni, ezért mégis a bontás mellett döntöttek. A bontást 2003 júniusában kezdték el. A malomhoz tartozó betonsilót, Magyarországon ritkán alkalmazott módszerrel, robbantással bontották le.
Ettől a ponttól az építkezést folyamatosan jogi viták (pl. az épített környezet védelme miatt, valamint a helyi jegyzővel szemben felmerült elfogultsági kifogások), botrányok kísérték. Aláírás-gyűjtést indítottak az építkezés leállítása mellett, azonban ez nem járt eredménnyel. Később a kivitelezőt azért perelték, mert az épület közterületre is épült.
A Malom botrányba több politikus is belekeveredett.
Az épülettel kapcsolatos főbb problémákat a Nagytemplom és a szecessziós stílusban épült Városháza közelsége adta, amely meghatározta Kecskemét belvárosának arculatát, s melytől jelentősen eltér a modern építmény.
Az alapkövét 2004-ben rakta le a beruházó ES Invest Kft., három kecskeméti társaság közös projekttársasága. Társberuházó az OTP Bank volt, amely regionális igazgatóságát helyezte el itt. A több mint 6 milliárd forintba került épület hivatalos megnyitása 2005. augusztus 25-én volt.
2024-ben itt nyílt meg Magyarország első vidéki Starbucks üzlete.

## Képgaléria

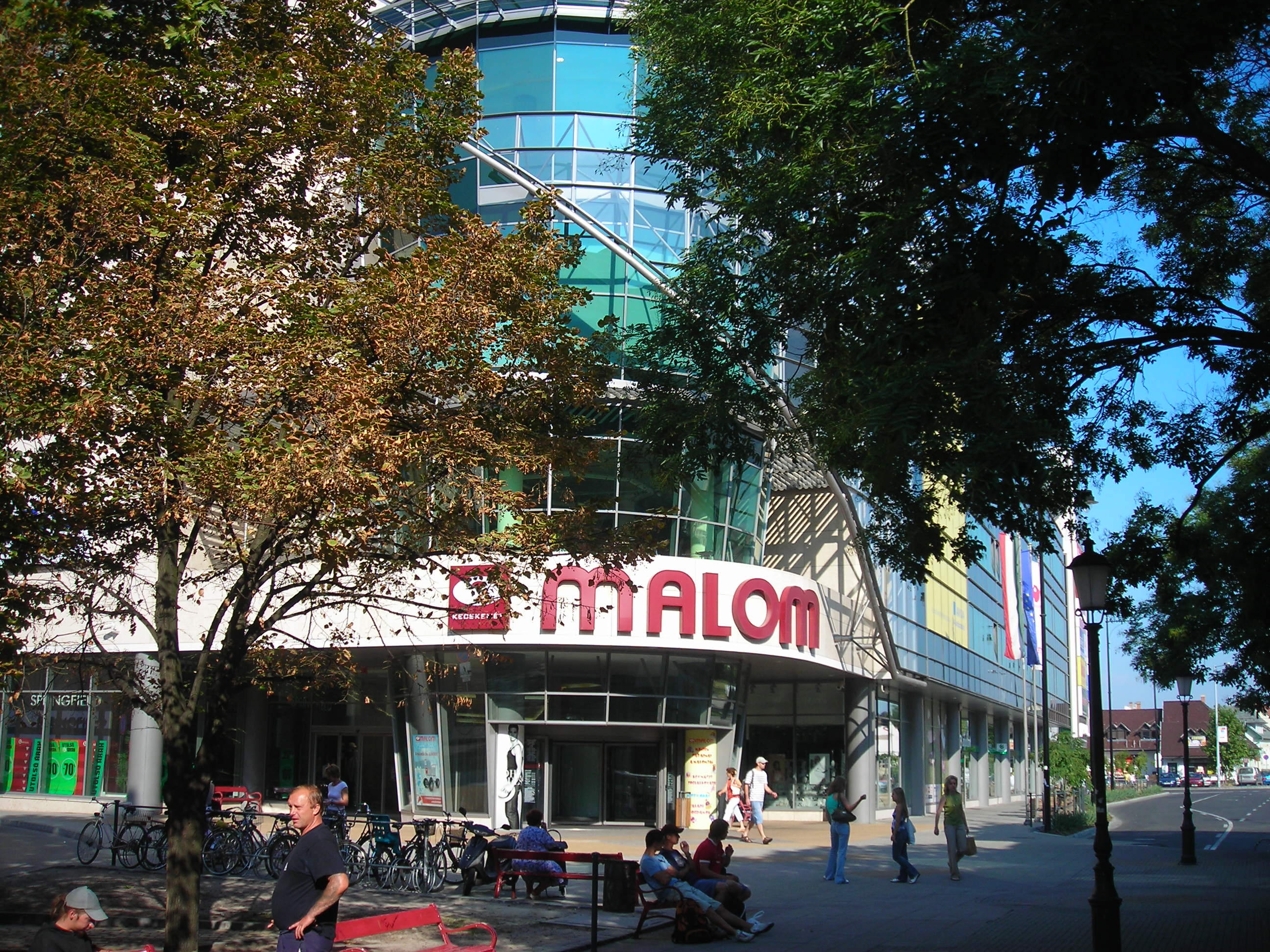
A Malom Center bejárata 2007-ben…
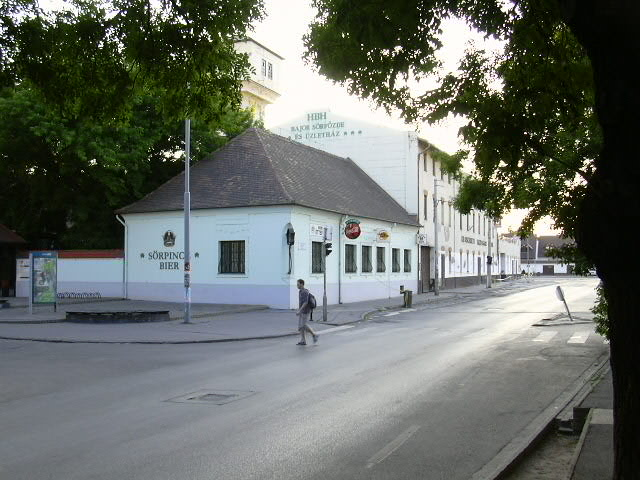
…és 2003-ban
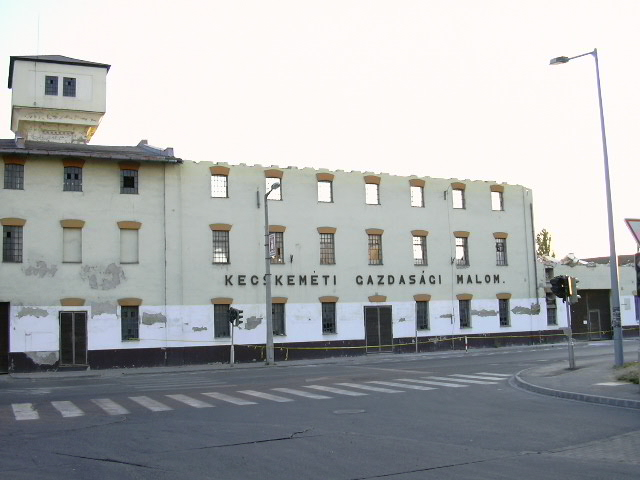
Régen…
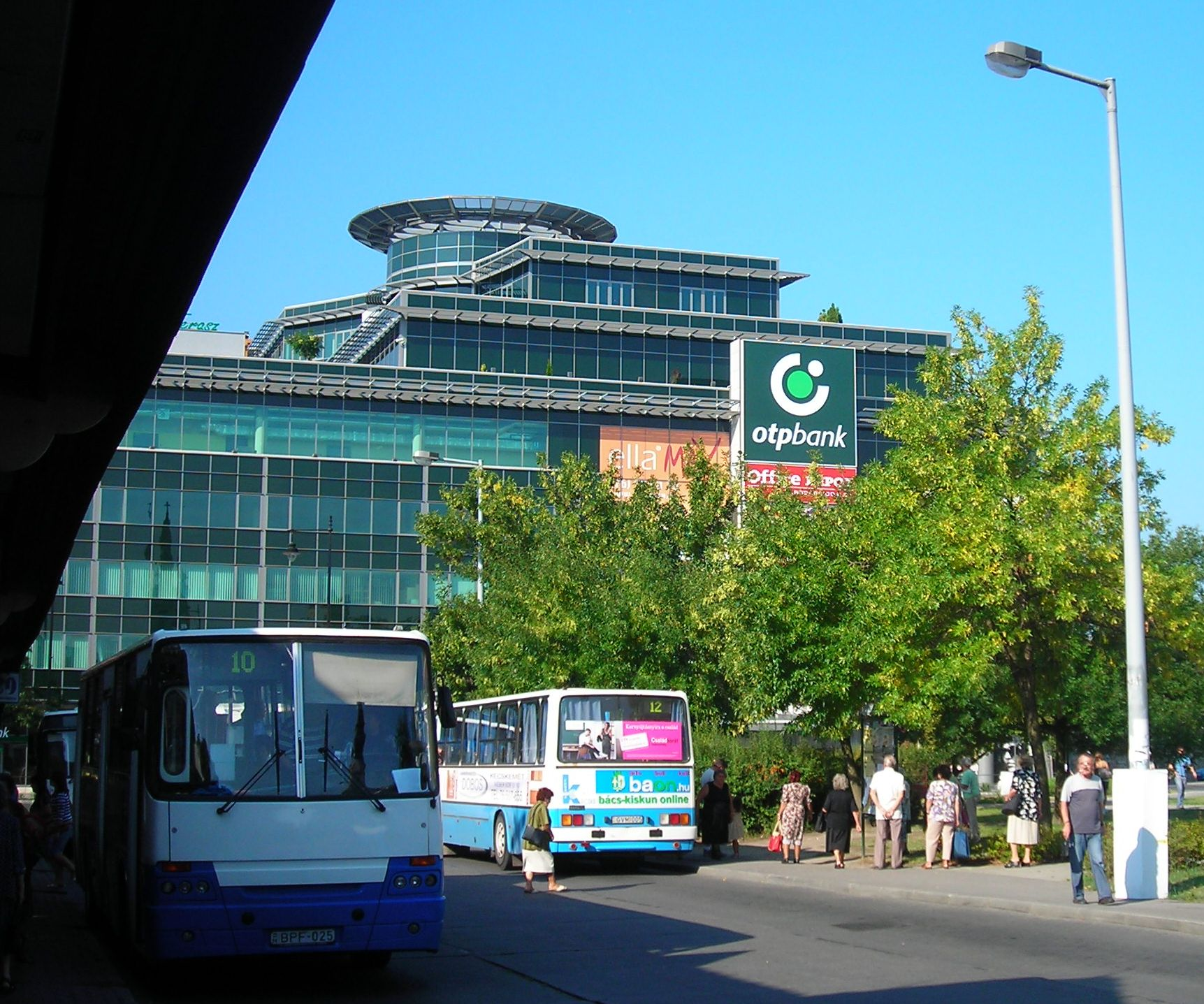
…és most
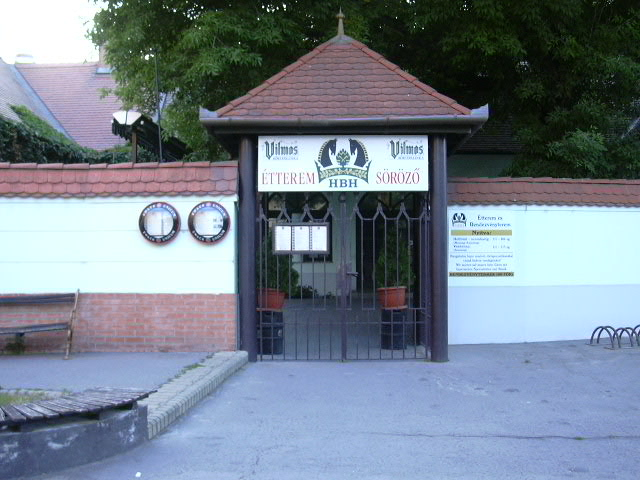
Az egykori HBH bajor étterem